# Sékouba Konaté
Pour les articles homonymes, voir Konaté.
Sékouba Konaté , né le 6 juin 1964 à Conakry, est un militaire et homme d'État guinéen. Général d'armée, il est président de la république de Guinée par intérim de janvier à décembre 2010.

## Biographie

### Origines et formation
De mère libanaise  et de père guinéen de l'ethnie Malinké, il est originaire de Kankan et grandit dans la commune du Kaloum. Il est formé à l'Académie royale militaire de Meknès, au Maroc, et poursuit sa formation en France. En 1996, il suit les cours du Brevet de chef de section Parachutiste à Pau et des cours d'entraînement du 1er degré à Mont-Louis. Il suit ensuite les cours de l'école de Guerre en Chine.

### Carrière militaire
Sékouba Konaté intègre l'armée guinéenne en 1985.
En 1996, il est nommé commandant-adjoint du Détachement des parachutistes à la 2e région militaire de Labé par le président Lansana Conté.
Il gagne en popularité entre 2000 et 2002, lors des actions le long des frontières commune avec le Liberia et lors de la Mission des Nations unies en Sierra Leone (UNAMSIL) en Sierra Leone. Il prend dès lors le surnom de « Tigre ».
En 2008, il est nommé commandant du Bataillon autonome des troupes aéroportées (BATA, unité d'élite de l'armée guinéenne, basée au camp Alpha Yaya Diallo).

## Au pouvoir

### Junte militaire
À l'occasion du coup d'État du 23 décembre 2008, il devient général de brigade et ministre de la Défense numéro 2 du Conseil national pour la démocratie et le développement, nom officiel de la junte militaire. À la suite du massacre du 28 septembre 2009, Sékouba Konaté semble prendre ses distances avec Dadis Camara, et essaye d'arrêter Aboubacar Diakité, estimé responsable du massacre, mais il en aurait été empêché par Moussa Dadis Camara lui-même.
Le 3 décembre 2009, alors que Sékouba Konaté est en voyage au Liban, Aboubacar Diakité ouvre le feu sur Moussa Dadis Camara et le blesse grièvement. Ce dernier est alors hospitalisé au Maroc et Sékouba Konaté devient l'homme fort du régime.

### Président de transition
Alors que Dadis Camara est en exil au Burkina Faso, Sékouba Konaté, devenu président de la transition, à la suite de la déclaration de Ouagadougou, organise l'élection présidentielle guinéenne de 2010. Les résultats du premier tour sont contestés, notamment au niveau de la constitution des listes électorales, après quoi le second tour est reporté. Celui-ci a lieu de manière exceptionnellement tardive, quatre mois séparant finalement le second tour du premier. Entre-temps, sur fond de heurts entre les partisans de Cellou Dalein Diallo et Alpha Condé, Sékouba Konaté incite les deux candidats du second tour à former un gouvernement d'union nationale.
Sékouba Konaté indique en décembre 2010 que la transition est terminée et que l'investiture d'Alpha Condé, premier président élu démocratiquement, marque « le retour à l'ordre constitutionnel ». Il quitte alors la Guinée pour se rendre à Addis-Abeba (Éthiopie), où se trouve le siège de l'Union africaine. Il prend ainsi ses fonctions de haut-représentant pour l'opérationnalisation de la Force africaine en attente et de responsable de la planification et de la gestion stratégiques des opérations de soutien à la paix de l'UA, auquel l'a nommé le 6 décembre Jean Ping.

## Exil
Sekouba Konaté reste ainsi à Addis-Abeba jusqu’à 2014, puis séjourne successivement aux États-Unis et au Maroc avant de s’installer en France, restant à l’écart de la vie publique.  

## Retour en Guinée
En décembre 2021, la junte militaire au pouvoir en Guinée depuis le coup d’État du 5 septembre 2021 autorise les anciens dirigeants en exil Moussa Dadis Camara et Sékouba Konaté à rentrer en Guinée.
Le 18 décembre 2021, Sékouba Konaté se rend d’abord à Kankan, chez la mère du président de la transition Mamadi Doumbouya, à qui il exprime sa reconnaissance en ses termes : « Ce que votre fils a fait pour moi, je ne vais jamais oublier ça. J’ai été à l’exil pendant 12 ans, c’est lui qui m’a permis de revenir au pays. Je ne vais jamais oublier ça. » Il rejoint ensuite son village natal, Sana. 
Il se rend à Bamako le lendemain pour revenir sur Conakry le 24 décembre 2021,, via l'aéroport international Ahmed Sékou Touré et en présence de ses partisans. Il rend ensuite visite au président Mamadi Doumbouya en compagnie de son épouse, Mariama Sako Hall Konaté.